# Bloodthirst
A Bloodthirst az amerikai Cannibal Corpse hetedik nagylemeze, egyben az első melyet nem a Morrisound stúdióban rögzítettek. A lemez nem kapott túl jó kritikákat, pedig az olyan számok, mint az Unleashing the Bloodthirsty vagy a Dead Human Collection ma is a koncertprogram szerves részét képezik.

## Számlista
1. "Pounded into Dust" (Alex Webster) – 2:17
2. "Dead Human Collection" (Paul Mazurkiewicz), (Pat O’Brien) – 2:30
3. "Unleashing the Bloodthirsty" (Webster) – 3:50
4. "The Spine Splitter" (Mazurkiewicz, Jack Owen) – 3:10
5. "Ecstacy in Decay" (Mazurkiewicz, O’Brien) – 3:12
6. "Raped by the Beast" (Mazurkiewicz, Owen) – 2:34
7. "Coffinfeeder" (Webster) – 3:04
8. "Hacksaw Decapitation" (Mazurkiewicz, O’Brien) – 4:12
9. "Blowtorch Slaughter" (Mazurkiewicz, Webster) – 2:33
10. "Sickening Metamorphosis" (Webster) – 3:23
11. "Condemned to Agony" (Webster) – 3:44

## Zenészek
- George „Corpsegrinder” Fisher – ének
- Jack Owen – gitár
- Pat O’Brien – gitár
- Alex Webster – basszusgitár
- Paul Mazurkiewicz – dob

## Fordítás
- Ez a szócikk részben vagy egészben  a   Bloodthirst című angol Wikipédia-szócikk fordításán alapul.  Az eredeti cikk szerkesztőit annak laptörténete sorolja fel. Ez a jelzés csupán a megfogalmazás eredetét és a szerzői jogokat jelzi, nem szolgál a cikkben szereplő információk forrásmegjelöléseként.

## Külső hivatkozások
- Cannibal Corpse hivatalos honlapja